# Боровикова (деревня)
Боровикова — деревня в Байкаловском районе Свердловской области. Входит в состав Баженовского сельского поселения. Управляется Городищенской сельской администрацией.

## География
Деревня Боровикова муниципального образования «Байкаловский муниципальный район», входящая в состав Баженовского сельского поселения, расположена на левом берегу реки Ница в 27 километрах на севере-востоке от села Байкалово, на высоком левом берегу реки Ница. В окрестностях находится гидрологический природный памятник — сосново-сфагновое болото «У Рямков», площадью 0,44 квадратного километра, место произрастания клюквы, преимущественно проходимо. Здоровая и красивая местность, в старину покрытой непроходимым сосновым лесом. Сосновый бор с восточной и северо-восточной стороны села и протекающая вблизи села маленькая речка Боровая дали название селу. Почва здесь по большей части глинистая, местами песчаная. Благодаря реке Нице и сосновому бору климат в этой местности очень благоприятен для здоровья.

## История
Село Боровиковское основано в 1730-х годах выходцами из деревни Пушкаревой, Туринского округа Тобольской губернии. В 1900 году численность населения было 800 мужского и 788 женского пола; все были русские и православного вероисповедания. В начале XX века главным занятием сельчан было земледелие и торговля скотом и хлебом, а весною и осенью уходили в Демидовские заводы пилить лес. Был развит кузнечный промысел. Самостоятельный приход в селе Боровиковском был открыт в 1864 году, в него входили деревня Субботина, находящаяся в 2 верстах от села. С 1888 года в селе существует церковно-приходская школа. На престольный праздник, День Святой Троицы, проводилась двухдневная ярмарка.

## Свято-Троицкая церковь
В 1862 году была построена и освящена в честь Святой Живоначальной Троицы каменная, однопрестольная церковь, которая первоначально существовала без трапезы и без колокольни. В 1862—1864 годах церковь была приписной к Богоявленской церкви села Краснослободского. В марте 1885 года неизвестными злоумышленниками были сняты с церкви три малых колокола, которые вскоре были найдены, а церковь была отремонтирована. В 1888 году была расширена, пристроена колокольня. Церковь была закрыта в 1930 году.
В настоящее время храм не восстанавливается и продолжает разрушаться. На стенах и алтаре фрагментарно сохранились превосходно выполненные фрески.

## Население
| 2002 | 2010 | 2021 |
| ---- | ---- | ---- |
| 109  | ↘50  | →50  |

## Инфраструктура
Деревня разделена на восемь улиц (Береговая, Боровая, Колхозная, Парковая, Северная, Советская, Солнечная, Южная).